# Мирковце
Мирковце або Мірковце (словац. Mirkovce) — село в Словаччині, Пряшівському окрузі Пряшівського краю.
Уперше згадується у 1320 році.

## Географія
Розташоване в центральній частині східної Словаччини, у Кошицькій улоговині в долині Балки. Протікає Дреновський потік.

## Культурні пам'ятки
- римо—католицький костел Христа—короля,
- греко—католицька церква святих Кирила і Мефодія в частині села Нєреше (словац. Niereše)

## Населення
| Рік:            | 1994. | 2004.    | 2014.    | 2024.    |
| --------------- | ----- | -------- | -------- | -------- |
| Кількість осіб: | 798   | 1030     | 1274     | 1451     |
| Різниця:        |       | +29,07 % | +23,68 % | +13,89 % |

| Рік:            | 2023. | 2024.   |
| --------------- | ----- | ------- |
| Кількість осіб: | 1431  | 1451    |
| Різниця:        |       | +1,39 % |

У селі проживає 1 308 осіб.